# Batu Penyabung
Batu Penyabung is een bestuurslaag in het regentschap Sarolangun van de provincie Jambi, Indonesië. Batu Penyabung telt 780 inwoners (volkstelling 2010).